# Ácido nonatriacontanoico
El ácido nonatriacontanoico es un ácido graso saturado de 39 carbonos con la fórmula químicaCH
3(CH
2)
37COOH. El ácido es raro debido a su cadena de carbono más larga, lo que le confiere sus propiedades físicas y químicas distintivas.

## Síntesis

### Métodos sintéticos
El ácido nonatriacontanoico se produce típicamente mediante la oxidación de alcoholes o aldehídos de cadena larga. Un enfoque estándar utiliza nonatriacontanol como material de partida, empleando oxidantes fuertes como el permanganato de potasio (KMnO
4) o trióxido de cromo (CrO
3) en un entorno ácido para impulsar la reacción.

### Fabricación industrial
Comercialmente, el ácido a menudo se obtiene extrayéndolo y refinándolo a partir de ceras naturales, como las derivadas de abejas o plantas. Los pasos clave del proceso incluyen la saponificación de las ceras para descomponer los ésteres, seguida de la acidificación para aislar el ácido graso libre.

## Usos
El compuesto se utiliza para producir diversos cosméticos, lubricantes y como componente en formulaciones de cera.